# Campeonato Mundial de Halterofilia de 2018
El LXXXIII Campeonato Mundial de Halterofilia se celebró en Asjabad (Turkmenistán) entre el 1 y el 10 de noviembre de 2018 bajo la organización de la Federación Internacional de Halterofilia (IWF) y la Federación Turcomana de Halterofilia.
El campeonato fue otorgado inicialmente a la ciudad de Lima (Perú), pero la federación de halterofilia de este país declinó posteriormente realizar el evento por problemas de organización.
Las competiciones se realizaron en la Arena de Artes Marciales de la capital turcomana.

## Calendario
| Fecha→ Categoría ↓ | Vi 02 | Sá 03 | Do 04 | Lu 05 | Ma 06 | Mi 07 | Ju 08 | Vi 09 | Sá 10 |
| ------------------ | ----- | ----- | ----- | ----- | ----- | ----- | ----- | ----- | ----- |
| 55 kg              | ●     |       |       |       |       |       |       |       |       |
| 61 kg              |       | ●     |       |       |       |       |       |       |       |
| 67 kg              |       |       | ●     |       |       |       |       |       |       |
| 73 kg              |       |       | ●     |       |       |       |       |       |       |
| 81 kg              |       |       |       | ●     |       |       |       |       |       |
| 89 kg              |       |       |       |       | ●     |       |       |       |       |
| 96 kg              |       |       |       |       |       | ●     |       |       |       |
| 102 kg             |       |       |       |       |       |       | ●     |       |       |
| 109 kg             |       |       |       |       |       |       |       | ●     |       |
| +109 kg            |       |       |       |       |       |       |       |       | ●     |

| Fecha→ Categoría ↓ | Vi 02 | Sá 03 | Do 04 | Lu 05 | Ma 06 | Mi 07 | Ju 08 | Vi 09 | Sá 10 |
| ------------------ | ----- | ----- | ----- | ----- | ----- | ----- | ----- | ----- | ----- |
| 45 kg              | ●     |       |       |       |       |       |       |       |       |
| 49 kg              |       | ●     |       |       |       |       |       |       |       |
| 55 kg              |       | ●     |       |       |       |       |       |       |       |
| 59 kg              |       |       | ●     |       |       |       |       |       |       |
| 64 kg              |       |       |       | ●     |       |       |       |       |       |
| 71 kg              |       |       |       |       | ●     |       |       |       |       |
| 76 kg              |       |       |       |       |       | ●     |       |       |       |
| 81 kg              |       |       |       |       |       |       | ●     |       |       |
| 87 kg              |       |       |       |       |       |       |       | ●     |       |
| +87 kg             |       |       |       |       |       |       |       |       | ●     |

## Medallistas

### Masculino
| Evento          | Oro                                          | Plata                                            | Bronce                                            |
| --------------- | -------------------------------------------- | ------------------------------------------------ | ------------------------------------------------- |
| 55 kg (02.11)   | Om Yun-Chol Corea del Norte 120 + 162 = 282  | Arli Chontei · Kazajistán · 120 + 138 = 258      | Mirco Scarantino · Italia · 113 + 139 = 252       |
| 61 kg (03.11)   | Eko Yuli Irawan Indonesia 143 + 174 = 317 RM | Li Fabin China 142 + 168 = 310                   | Qin Fulin China 139 + 169 = 308                   |
| 67 kg (04.11)   | Chen Lijun China 150 + 182 = 332             | Huang Minhao China 152 + 171 = 323               | Julio Mayora Pernía · Venezuela · 147 + 175 = 322 |
| 73 kg (04.11)   | Shi Zhiyong China 164 + 196 = 360 RM         | Won Jeong-Sik Corea del Sur 153 + 195 = 348      | Vadzim Lijarad · Bielorrusia · 156 + 187 = 343    |
| 81 kg (05.11)   | Lyu Xiaojun China 172 + 202 = 374 RM         | Mohamed Mahmud · Egipto · 173 + 200 = 373        | Li Dayin China 168 + 204 = 372                    |
| 89 kg (06.11)   | Artiom Okulov · Rusia · 166 + 206 = 372      | Pavel Jadasevich · Bielorrusia · 169 + 202 = 371 | Revaz Davitadze Georgia 168 + 203 = 371           |
| 96 kg (07.11)   | Sohrab Moradi Irán 186 + 230 = 416 RM        | Tian Tao China 181 + 226 = 407                   | Nicolae Onică · Rumania · 175 + 216 = 391         |
| 102 kg (08.11)  | Ali Hashemi Irán 179 + 217 = 396             | Dmytro Chumak · Ucrania · 176 + 217 = 393        | Reza Beiralvand Irán 175 + 218 = 393              |
| 109 kg (09.11)  | Simon Martirosian Armenia 195 + 240 = 435 RM | Yang Zhe China 196 + 223 = 419                   | Arkadiusz Michalski · Polonia · 175 + 228 = 403   |
| +109 kg (10.11) | Lasha Talajadze Georgia 217 + 257 = 474 RM   | Gor Minasian Armenia 205 + 245 = 450             | Fernando Reis · Brasil · 201 + 235 = 436          |

1. 1 2 3  Arrancada (kg) + dos tiempos (kg) = total olímpico (kg).

### Femenino
| Evento         | Oro                                               | Plata                                         | Bronce                                                            |
| -------------- | ------------------------------------------------- | --------------------------------------------- | ----------------------------------------------------------------- |
| 45 kg (02.11)  | Ýulduz Jumabaýewa Turkmenistán 75 + 104 = 179     | Chiraphan Nanthawong Tailandia 76 + 95 = 171  | Katherin Echandía · Venezuela · 67 + 90 = 157                     |
| 49 kg (03.11)  | Chayuttra Pramongkhol Tailandia 89 + 120 = 209 RM | Hou Zhihui China 93 + 115 = 208               | Jiang Huihua China 92 + 114 = 206                                 |
| 55 kg (03.11)  | Sukanya Srisurat Tailandia 105 + 127 = 232 RM     | Li Yajun China 102 + 123 = 225                | Zhang Wanqiong China 101 + 124 = 225                              |
| 59 kg (04.11)  | Kuo Hsing-Chun China Taipéi 105 + 132 = 237 RM    | Chen Guiming China 98 + 133 = 231             | Rebeka Koha Letonia 103 + 124 = 227                               |
| 64 kg (05.11)  | Deng Wei China 112 + 140 = 252 RM                 | Rim Un-Sim Corea del Norte 105 + 134 = 239    | Rattanawan Wamalun Tailandia 102 + 137 = 239                      |
| 71 kg (06.11)  | Zhang Wangli China 115 + 152 = 267 RM             | Sara Ahmed · Egipto · 111 + 141 = 252         | Nadezhda Lijachova · Kazajistán · 112 + 130 = 242                 |
| 76 kg (07.11)  | Wang Zhouyu China 118 + 152 = 270                 | Rim Jong-Sim Corea del Norte 119 + 150 = 269  | Neisi Dajomes Barrera · Ecuador · 117 + 142 = 259                 |
| 81 kg (08.11)  | Lidia Valentín · España · 113 + 136 = 249         | Daria Naumava · Bielorrusia · 108 + 137 = 245 | Tamara Salazar Arce · Ecuador · 105 + 137 = 242                   |
| 87 kg (09.11)  | Ao Hui China 117 + 151 = 268                      | Kim Un-Ju Corea del Norte 111 + 152 = 263     | Crismery Santana Peguero · República Dominicana · 116 + 138 = 254 |
| +87 kg (10.11) | Tatiana Kashirina · Rusia · 145 + 185 = 330 RM    | Meng Suping China 143 + 184 = 327             | Duangaksorn Chaidee Tailandia 129 + 167 = 296                     |

1. ↑  Descalificación por dopaje de la medallista de oro, la tailandesa Thunya Sukcharoen.[3]
2. 1 2 3  Arrancada (kg) + dos tiempos (kg) = total olímpico (kg).

## Medallero
| Núm. | País                 | Oro | Plata | Bronce | Total |
| ---- | -------------------- | --- | ----- | ------ | ----- |
| 1    | China                | 7   | 8     | 4      | 19    |
| 2    | Tailandia            | 2   | 1     | 2      | 5     |
| 3    | Irán                 | 2   | 0     | 1      | 3     |
| 4    | Rusia                | 2   | 0     | 0      | 2     |
| 5    | Corea del Norte      | 1   | 3     | 0      | 4     |
| 6    | Armenia              | 1   | 1     | 0      | 2     |
| 7    | Georgia              | 1   | 0     | 1      | 2     |
| 8    | China Taipéi         | 1   | 0     | 0      | 1     |
| 8    | España               | 1   | 0     | 0      | 1     |
| 8    | Indonesia            | 1   | 0     | 0      | 1     |
| 8    | Turkmenistán         | 1   | 0     | 0      | 1     |
| 12   | Bielorrusia          | 0   | 2     | 1      | 3     |
| 13   | Egipto               | 0   | 2     | 0      | 2     |
| 14   | Kazajistán           | 0   | 1     | 1      | 2     |
| 15   | Corea del Sur        | 0   | 1     | 0      | 1     |
| 15   | Ucrania              | 0   | 1     | 0      | 1     |
| 17   | Ecuador              | 0   | 0     | 2      | 2     |
| 18   | Venezuela            | 0   | 0     | 2      | 2     |
| 19   | Brasil               | 0   | 0     | 1      | 1     |
| 19   | Italia               | 0   | 0     | 1      | 1     |
| 19   | Letonia              | 0   | 0     | 1      | 1     |
| 19   | Polonia              | 0   | 0     | 1      | 1     |
| 19   | República Dominicana | 0   | 0     | 1      | 1     |
| 19   | Rumania              | 0   | 0     | 1      | 1     |
|      | TOTAL                | 20  | 20    | 20     | 60    |